# NASA Astronaut Group 8

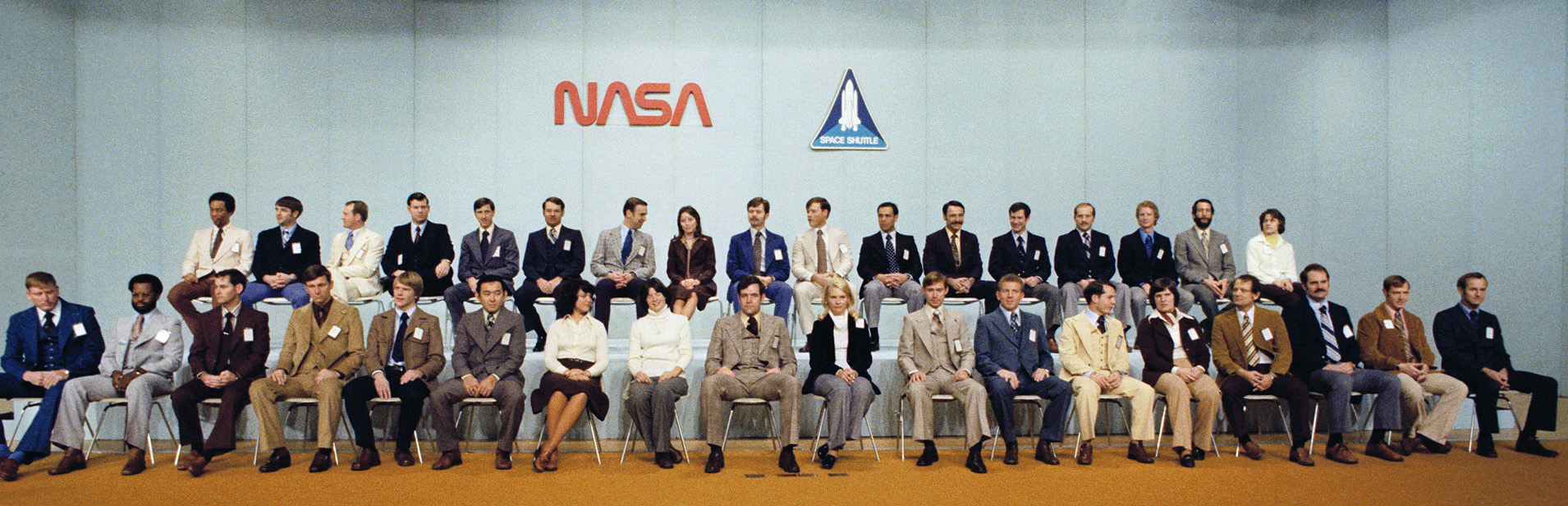
Prima fila da sinistra: Jon A. McBride, Ronald E. McNair, Richard M. Mullane, Steven R. Nagel, George D. Nelson, Ellison S. Onizuka, Judith A. Resnik, Sally K. Ride, Francis R. Scobee, M. Rhea Seddon, Brewster H. Shaw, Loren J. Shriver, Robert L. Stewart, Kathryn D. Sullivan, Norman E. Thagard, James D.A. van Hoften, David M. Walker, Donald E. Williams.
Seconda fila da sinistra: Guion S. Bluford, Daniel C. Brandenstein, James F. Buchli, Michael L. Coats, Richard O. Covey, John O. Creighton, John M. Fabian, Anna L. Fisher, Dale A. Gardner, Robert L. Gibson, Frederick D. Gregory, S. David Griggs, Terry J. Hart, Frederick M. Hauck, Steven A. Hawley, Jeffrey A. Hoffman, Shannon W. Lucid.

Il NASA Astronaut Group 8 è stato selezionato dalla NASA nel gennaio del 1978. 

## Elenco degli astronauti

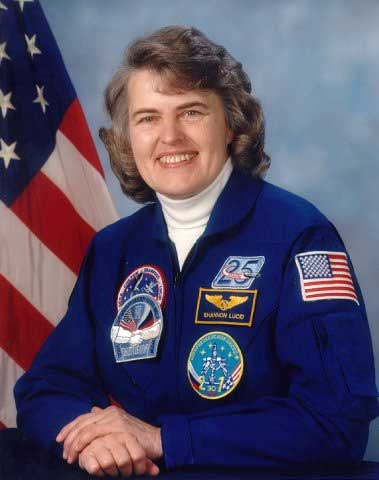
Shannon Lucid

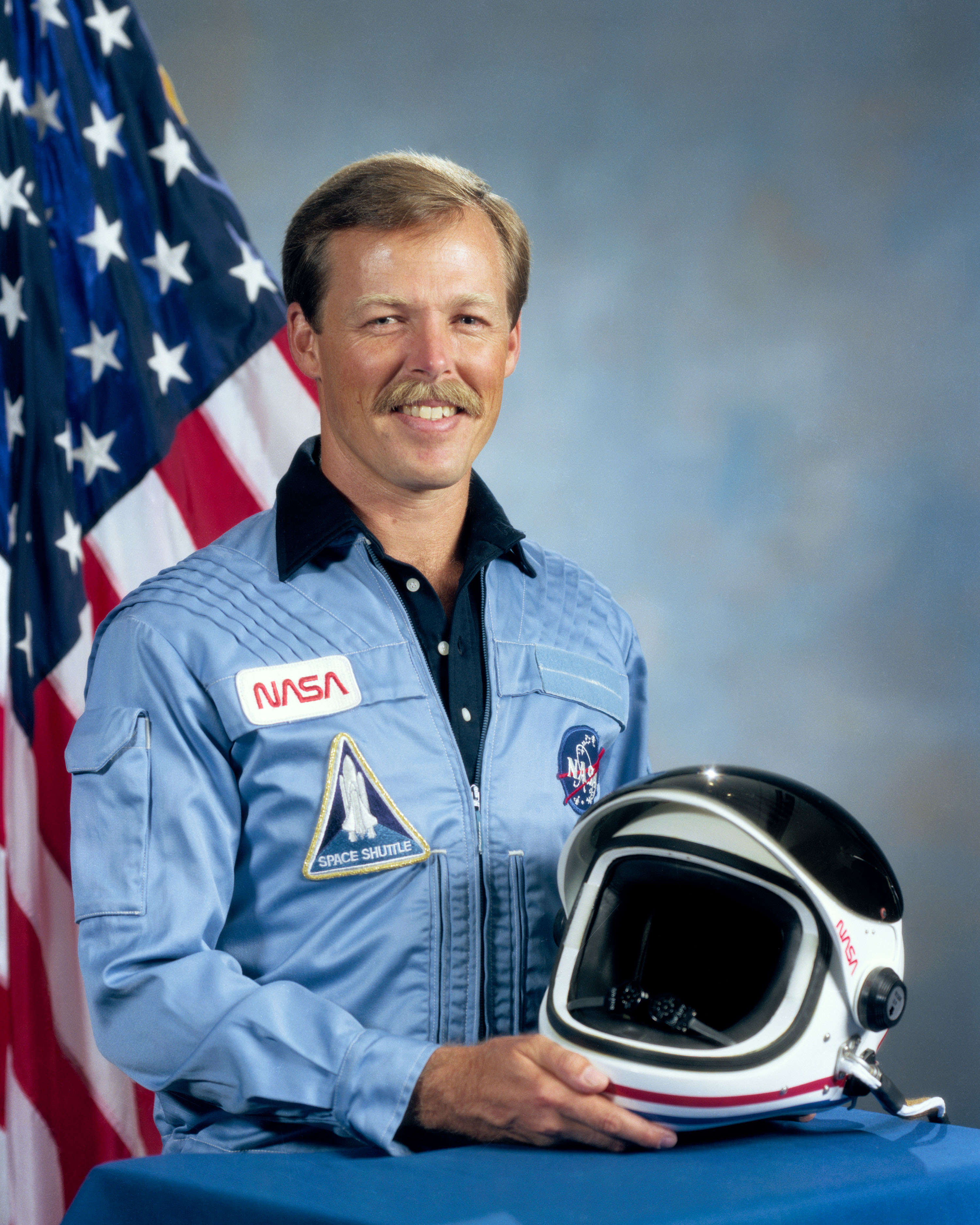
Robert Gibson

### Piloti
- Daniel C. Brandenstein

STS-8, Pilota
STS-51-G, Comandante
STS-32, Comandante
STS-49, Comandante
- Michael L. Coats

STS-41-D, Pilota
STS-29, Comandante
STS-39, Comandante
- Richard O. Covey

STS-51-I, Pilota
STS-26, Pilota
STS-38, Comandante
STS-61, Comandante
- John Oliver Creighton

STS-51-G, Pilota
STS-36, Comandante
STS-48, Comandante
- Robert L. Gibson

STS-41-B, Pilota
STS-61-C, Comandante
STS-27, Comandante
STS-47, Comandante
STS-71, Comandante
- Frederick D. Gregory

STS-51-B, Pilota
STS-33, Comandante
STS-44, Comandante
- S. David Griggs

STS-51-D, Specialista di Missione
- Frederick H. Hauck

STS-7, Pilota
STS-51-A, Comandante
STS-26, Comandante
- Jon A. McBride

STS-41-G, Pilota
- Steven R. Nagel

STS-51-G, Specialista di Missione
STS-61-A, Pilota
STS-37, Comandante
STS-55, Comandante
- Francis R. Scobee

STS-41-C, Pilota
STS-51-L, Comandante
- Brewster H. Shaw

STS-9, Pilota
STS-61-B, Comandante
STS-28, Comandante
- Loren J. Shriver

STS-51-C, Pilota
STS-31, Comandante
STS-46, Comandante
- David M. Walker

STS-51-A, Pilota
STS-30, Comandante
STS-53, Comandante
STS-69, Comandante
- Donald E. Williams

STS-51-D, Pilota
STS-34, Comandante

### Specialisti di Missione
- Guion S. Bluford

STS-8, Specialista di Missione
STS-61-A, Specialista di Missione
STS-39, Specialista di Missione
STS-53, Specialista di Missione
- James F. Buchli

STS-51-C, Specialista di Missione
STS-61-A, Specialista di Missione
STS-29, Specialista di Missione
STS-48, Specialista di Missione
- John M. Fabian

STS-7, Specialista di Missione
STS-51-G, Specialista di Missione
- Anna Lee Fisher

STS-51-A, Specialista di Missione
- Dale A. Gardner

STS-8, Specialista di Missione
STS-51-A, Specialista di Missione
- Terry J. Hart

STS-41-C, Specialista di Missione
- Steven A. Hawley

STS-41-D, Specialista di Missione
STS-61-C, Specialista di Missione
STS-31, Specialista di Missione
STS-82, Specialista di Missione
STS-93, Specialista di Missione
- Jeffrey A. Hoffman

STS-51-D, Specialista di Missione
STS-35, Specialista di Missione
STS-46, Specialista di Missione
STS-61, Specialista di Missione
STS-75, Specialista di Missione
- Shannon W. Lucid

STS-51-G, Specialista di Missione
STS-34, Specialista di Missione
STS-43, Specialista di Missione
STS-58, Specialista di Missione
STS-76
Mir EO-21, Ingegnere di volo
- Ronald E. McNair

STS-41-B, Specialista di Missione
STS-51-L, Specialista di Missione
- Richard M. Mullane

STS-41-D, Specialista di Missione
STS-27, Specialista di Missione
STS-36, Specialista di Missione
- George D. Nelson

STS-41-C, Specialista di Missione
STS-61-C, Specialista di Missione
STS-26, Specialista di Missione
- Ellison S. Onizuka

STS-51-C, Specialista di Missione
STS-51-L, Specialista di Missione
- Judith A. Resnik

STS-41-D, Specialista di Missione
STS-51-L, Specialista di Missione
- Sally Ride

STS-7, Specialista di Missione
STS-41-G, Specialista di Missione
- Margaret Rhea Seddon

STS-51-D, Specialista di Missione
STS-40, Specialista di Missione
STS-58, Specialista di Missione
- Robert L. Stewart

STS-41-B, Specialista di Missione
STS-51-J, Specialista di Missione
- Kathryn D. Sullivan

STS-41-G, Specialista di Missione
STS-31, Specialista di Missione
STS-45, Specialista di Missione
- Norman E. Thagard

STS-7, Specialista di Missione
STS-51-B, Specialista di Missione
STS-30, Specialista di Missione
STS-42, Specialista di Missione
Sojuz TM-21
Mir EO-18, Cosmonauta ricercatore
- James D. A. van Hoften

STS-41-C, Specialista di Missione
STS-51-I, Specialista di Missione